# Parc naturel régional Pyrénées Ariégeoises
Le parc naturel régional Pyrénées Ariégeoises est un parc naturel régional créé en 2009, dont le périmètre occupe environ 40 % de la superficie du département de l'Ariège. Avec environ 2 468 km2, il englobe 138 communes depuis le 1er janvier 2019 et 46 000 habitants.

## Projet
Projet de territoire conciliant protection de l'environnement et développement maîtrisé, le parc naturel régional est placé sous la compétence partagée de l'État et de la région.

Logo du parc naturel régional Pyrénées Ariégeoises.

## Histoire
Le décret de création du 46e parc naturel régional de France a été signé le jeudi 28 mai 2009 et publié au Journal officiel le 30 mai 2009. Le parc naturel régional Pyrénées Ariégeoises est le quatrième parc naturel régional de la région Occitanie. Il ne concerne que des communes situées en Ariège.

## Géographie

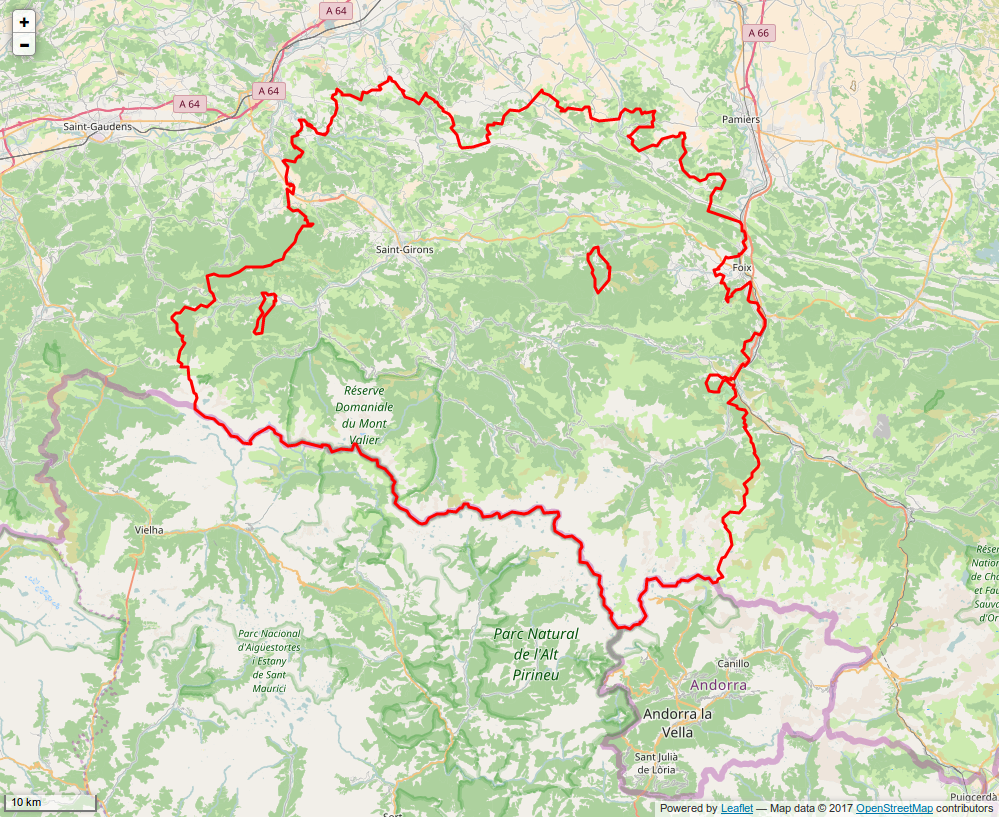
Périmètre du PNR jusque mi-2023.

Le parc naturel régional Pyrénées Ariégeoises se situe dans le massif pyrénéen. Du nord au sud, il s'étend du piémont pyrénéen aux frontières espagnole et andorrane.
Le PNR s'étend sur 2 468 km2 soit la moitié de la superficie du sud ouest du département. Il concerne 138 communes ; 6 cantons, 4 communautés de communes et une communauté d’agglomération ainsi que 8 « communes associées ». Sa population est de 46 000 habitants environ, soit 30 % de la population de l'Ariège. Sa densité est de 17 habitants au km2.
Le PNR comprend les parties « naturelles » suivantes :
- au nord, la partie ariégeoise des petites Pyrénées (Volvestre) et la moitié ouest de la chaîne du Plantaurel, limitée par la rivière Ariège.
- aux 2/3 nord, en zone d’avant-monts : le Séronais, le Saint-Gironnais et le Bas-Salat.
- au sud et au centre, des zones à caractère montagnard affirmé, structurées en vallées :
  - la vallée du Vicdessos et son affluent, le Siguer ;
  - les vallées de Saurat et de la Courbière, du col de Port et du massif des Trois-Seigneurs à Tarascon-sur-Ariège ;
  - la vallée de la Barguillère du col des Marrous et du col del Bouich vers Foix ;
  - la vallée de l’Arac et le port de Lers ;
  - le Haut-Salat ; en versant nord de la chaîne frontalière, du mont Valier à la cascade d'Ars ;
  - le Castillonnais (vallées de la Bellongue, du Biros, de Bethmale…) du pic de Crabère au massif du mont Valier.

### Climat
Le territoire concerné par le parc est à la confluence de trois influences climatiques : océanique (Atlantique), méditerranéen, montagnard. Il en résulte des microclimats locaux qui dépendent plus ou moins de ces influences, selon l'altitude, l'exposition ou la situation. 

À l'ouest du parc, le climat est Atlantique-montagnard avec des chutes de neige très abondantes de Novembre à fin avril, surtout par phénomènes orographiques de courant de nord-ouest avec blocage des fronts sur le côté français de la chaîne. Au centre du parc, climat alpin et quasi-continental 

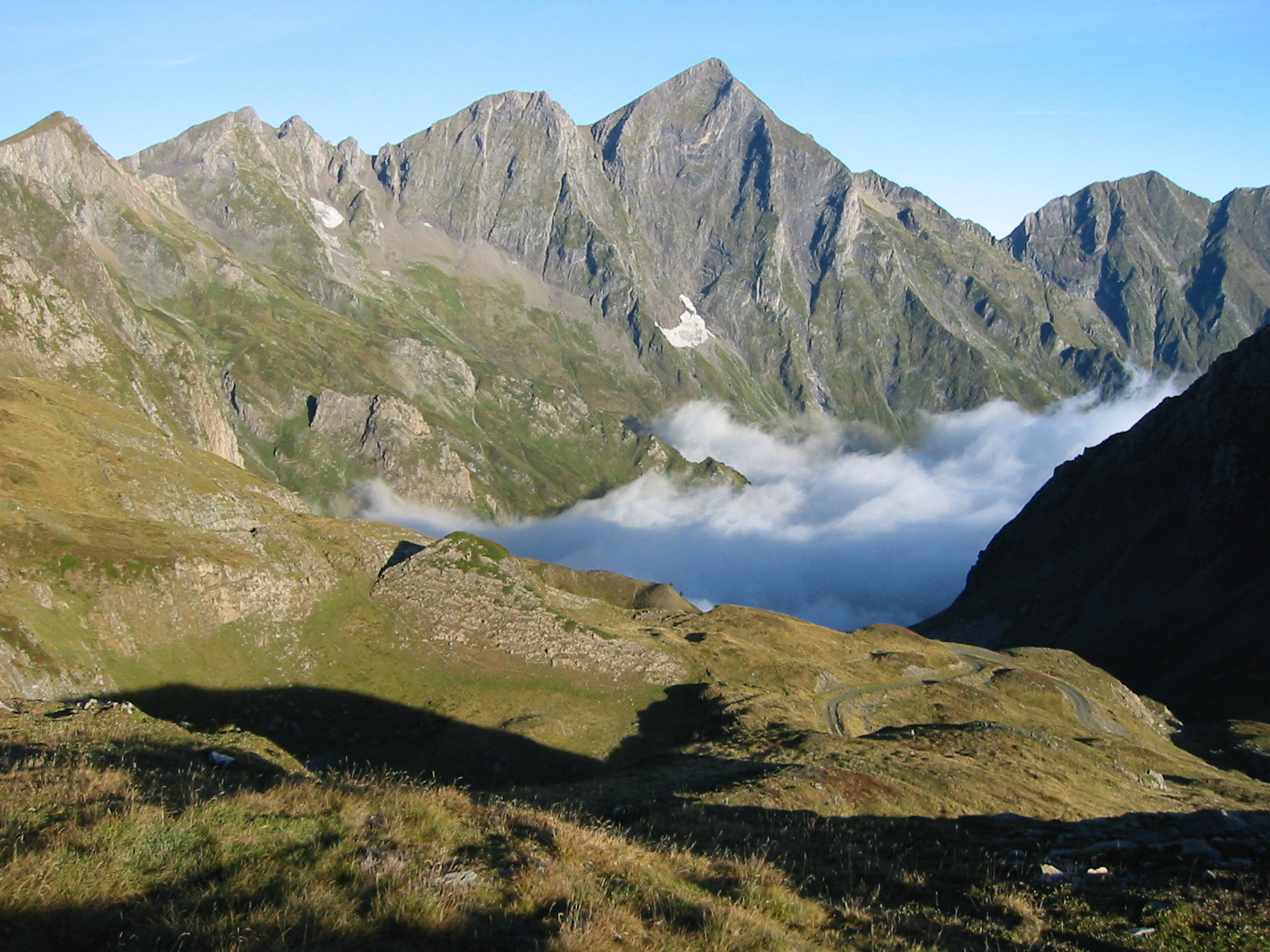
Le mont Valier.

### Topographie
Le point culminant est :
- la pique d'Estats, 3 143 mètres.

Les principaux autres sommets :
- le pic de Médécourbe, 2 914 mètres, partagé par l'Espagne, l'Andorre et la France, il symbolise la convergence d'espaces protégés formant depuis le 24 avril 2018 le parc pyrénéen des 3 Nations ;
- le pic de Canalbonne, 2 914 mètres ;
- le pic du Montcalm, 3 077 mètres ;
- le pic du Port de Sullo, 3 072 mètres ;
- le mont Valier, 2 838 mètres ;
- le pic de Maubermé, 2 880 mètres.

### Hydrographie
Le parc est parcouru par plusieurs rivières majeures :
- l'Arize ;
- le Lez ;
- le Salat ;
- le Vicdessos ;
- le Volp.

L'Ariège ne traverse pas le parc, mais sa rive gauche en constitue la limite Est.
Il compte 69 lacs et étangs d'altitude, 33 tourbières et 133 mares. Les ressources et la biodiversité souterraines sont également importantes.
Plus généralement, sur la quasi-totalité du territoire, l'eau y est d'excellente qualité abritant de nombreuses espèces patrimoniales : truite fario, desman des Pyrénées, Euprocte ...

## Économie
L'ensemble du territoire est en zone d'économie montagnarde et 39 communes sont en zone de haute montagne.
Seulement 1 % du territoire en zones urbaines, industrielles ou commercialisées pour 51 % de forêts dont 39 % de feuillus, essentiellement du hêtre : le parc mise sur la filière bois et l'énergie bois dans le cadre notamment d'un Plan Climat Air Energie Territorial.
13 % de pelouses et pâturages d'altitude ; 12,4 % de prairies de piémont ; 10 % de terres cultivées ; 8 % de roches nues.
13,9 % des actifs travaillent dans le secteur agricole et forestier ; 15,8 % sont dans le secteur industriel ; 7,9 % sont dans la construction ; 62,3 % travaillent dans le tertiaire public et privé.

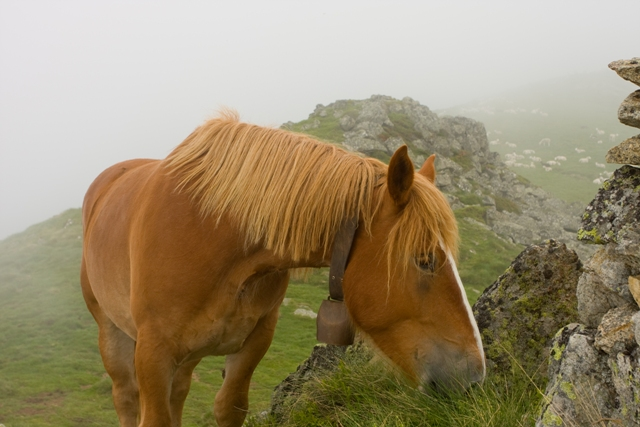
Cheval sur une estive de la vallée de Siguer.

### Agriculture et pastoralisme
Le pastoralisme y est encore très présent, cependant, en 20 ans le parc a perdu 51,8 % de ses exploitations agricoles. Il en compte désormais 747, dont 63 bénéficient du label AB d'agriculture biologique. Le territoire compte de nombreuses races locales domestiques adaptées aux conditions du territoire et à la mise en estives.
Dans le Couserans notamment existe une activité fromagère répartie entre producteurs fermiers, artisans et petite industrie et principalement identifiée par une tomme de lait de vache au lait cru, dans la tradition dite du Bethmale.

### Artisanat et industrie
Les filières majeures de l'artisanat et l'industrie sont l'agroalimentaire, la production de papier et l'énergie hydroélectrique. La production d'énergie hydroélectrique s'élève à environ 57 500 MW/an. L'industrie lourde est en déclin.

### Tourisme
- 202 km de GR, dont le GR 10, et 166 km de sentiers de petite randonnée ;
- 2 stations de ski alpin (Goulier Neige et Guzet) et un domaine dédié au ski de fond (étang de Lers) ;
- De nombreux gouffres remarquables nécessitant cependant un accompagnement qualifié.

## Faune et flore
La montagne ariégeoise concernée par ce parc, particulièrement préservée, abrite un patrimoine naturel exceptionnel. De nombreuses espèces rares y vivent : le gypaète barbu, le vautour percnoptère, le grand tétras, le desman ou encore le lys des Pyrénées. Seulement 1 % du territoire couvert par ce parc est « artificialisé », tandis que 85 % figure à l’inventaire des zones naturelles d’intérêt écologique, faunistique et floristique.

### Faune
Liste des principales espèces remarquables
- l'Isard
- le Desman des Pyrénées
- l'Ours des Pyrénées
- la Marmotte des Alpes[1]
- l'Euprocte des Pyrénées
- le Lézard des Pyrénées
- le Grand Tétras (sous espèce endémique Tetrao urogallus aquitanicus)
- la Perdrix grise (sous-espèce endémique Perdix perdix hispaniensis)
- le Lagopède alpin
- le Gypaète barbu
- le Bouquetin ibérique (réintroduit notamment par le Syndicat mixte du PNR à partir de 2014 à Ustou et à Aulus-les-Bains)[2],[3]

Un jeune ours mâle a été retrouvé tué par balle le 9 juin 2020 dans le cirque de Gérac sur la commune d'Ustou. Le cadavre a été hélitreuillé pour expertise dans le cadre de l'enquête.

### Flore

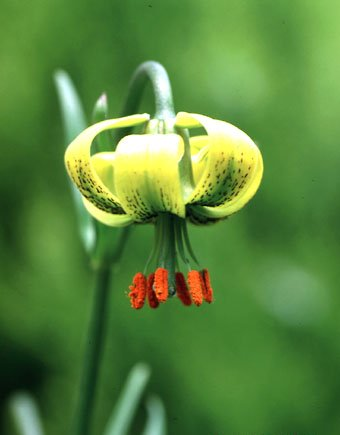
Lis des Pyrénées.

- Liste des principales fleurs protégées
  - Le Lis des Pyrénées - Lilium pyrenaicum

## Patrimoine
Le patrimoine humain est également particulièrement riche, avec ses sites préhistoriques et historiques : grottes ornées de Niaux, Bédeilhac, le Mas d'Azil, cité antique de Saint-Lizier, le château de Pailhès, etc.

## Coordination transfrontalière
Le 24 août 2018 a été acté à La Massana (Andorre) un protocole de coopération permanent de quatre parcs naturels existants qui devient le Parc pyrénéen des trois nations. Il s'agit de deux parcs naturels communaux de l'Andorre, à savoir le parc naturel des vallées du Coma Pedrosa et le parc naturel de la vallée de Sorteny, du parc naturel de l'Alt Pirineu en Catalogne (Espagne) et du parc naturel régional Pyrénées Ariégeoises.

## Communes adhérentes
| Les communes du parc naturel régional Pyrénées Ariégeoises, A-D | Les communes du parc naturel régional Pyrénées Ariégeoises, E-M | Les communes du parc naturel régional Pyrénées Ariégeoises, N-Z |
| - Aigues-Juntes - Aleu - Alliat - Allieres - Alos - Alzen - Antras - Argein - Arignac - Arrien-en-Bethmale - Arrout - Aucazein - Audressein - Augirein - Aulus-les-Bains - Auzat - Bagert - Balacet - Balaguères - Barjac - Baulou - Bédeilhac-et-Aynat - Bedeille - Benac - Betchat - Bethmale - Biert - Bonac-Irazein - Bordes-Uchentein - Boussenac - Brassac - Burret - Buzan - Cadarcet - Camarade - Campagne-sur-Arize - Capoulet-et-Junac - Castelnau-Durban - Castillon-en-Couserans - Caumont - Cazaux - Cazavet - Cerizols - Cescau - Clermont - Contrazy - Cos - Couflens - Durban-sur-Arize | - Encourtiech - Engomer - Ercé - Erp - Esplas-de-Serou - Eycheil - Fabas - Ferrières-sur-Ariège - Gabre - Gajan - Galey - Ganac - Genat - Gesties - Gourbit - Illartein - Illier-et-Laramade - La Bastide-de-Serou - La Bastide-du-Salat - Lacave - Lacourt - Lapège - Larbont - Lasserre - Le Bosc - Le Mas-d'Azil - Le Port - Lercoul - Les Bordes-sur-Arize - Lescure - Lorp-Sentaraille - Loubens - Loubieres - Massat - Mauvezin-de-Prat - Mauvezin-de-Sainte-Croix - Mercenac - Merigon - Miglos - Montagagne - Montardit - Montegut-en-Couserans - Montegut-Plantaurel - Montels - Montesquieu-Avantes - Montfa - Montgauch - Montjoie-en-Couserans - Montoulieu - Montseron - Moulis | - Nescus - Niaux - Orgibet - Orus - Oust - Pailhes - Prat-Bonrepaux - Prayols - Quié - Rabat-les-Trois-Seigneurs - Rimont - Rivèrenert - Sabarat - Saint-Girons - Saint-Jean-du-Castillonnais - Saint-Lary - Saint-Lizier - Saint-Martin-de-Caralp - Saint-Pierre-de-Riviere - Sainte-Croix-Volvestre - Salsein - Saurat - Seix - Sentein - Sentenac-de-Serou - Sentenac-d'Oust - Serres-sur-Arget - Siguer - Sor - Soueix-Rogalle - Soulan - Surba - Suzan - Taurignan-Castet - Taurignan-Vieux - Tourtouse - Ustou - Val-de-Sos - Vernajoul - Villeneuve |

A l'intérieur du périmètre, les communes d'Illartein et Montagagne n'étaient pas adhérentes, jusqu'à ce qu'elles décident d'intégrer le PNR, ce qui a été validé par le syndicat mixte le 2 juin 2023.

## Actions engagées

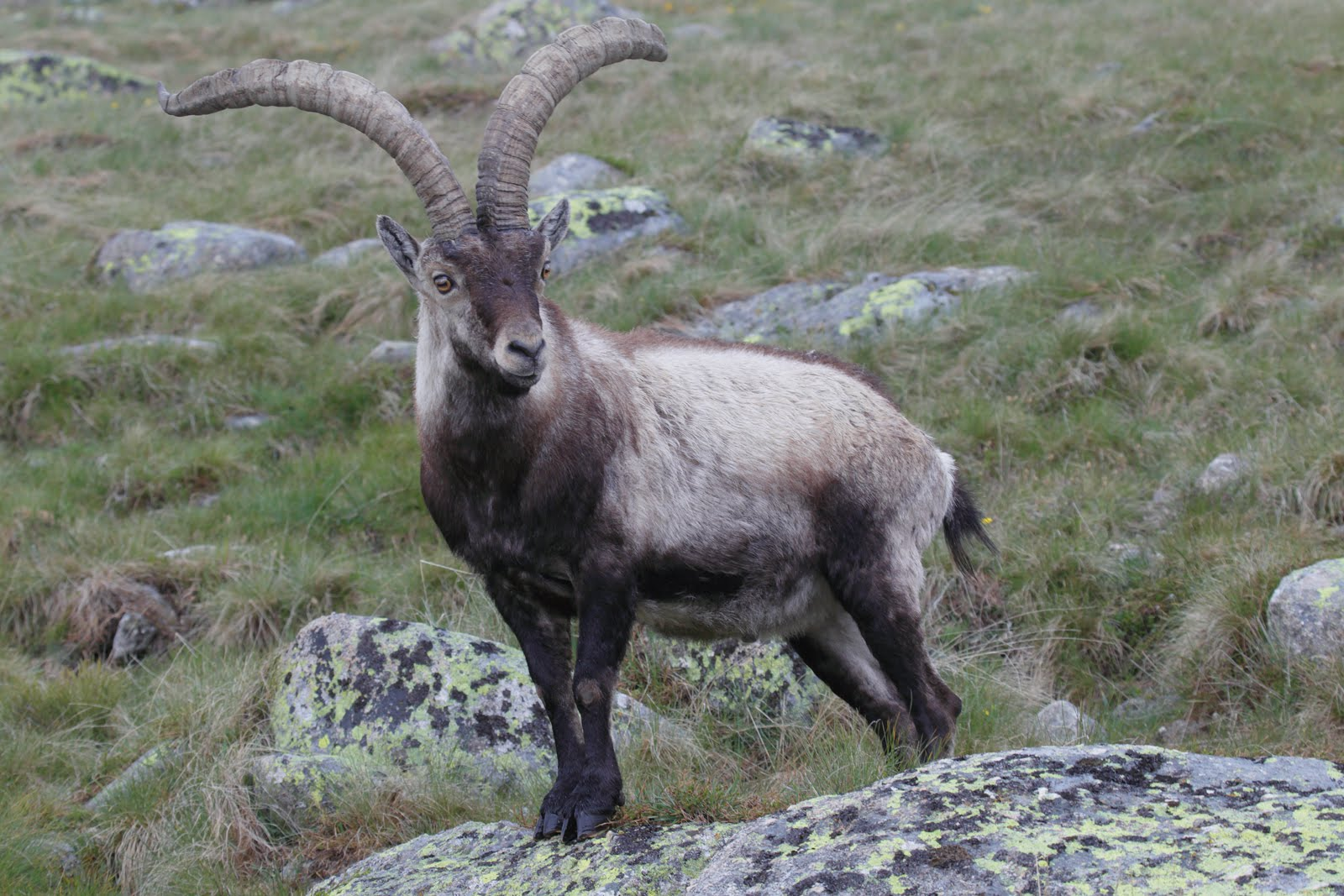
Bouquetin ibérique.

Dès 2014, la réintroduction du bouquetin ibérique a été opérée dans le PNR au cirque de Cagateille à Ustou.
Des rencontres transfrontalières festives sont organisées en altitude sur une journée estivale en août, appelée trobaba au port de Marterat et au port de Bouet, cette dernière intègre un petit marché de produit régionaux.